# Gustavo Mioto
Gustavo Pieroni Mioto (Votuporanga, 12 de marzo de 1997) es un cantante y compositor brasileño.
Comenzó su carrera en el 2012 con su álbum debut Fora de Moda. Mioto se dio a conocer a nivel nacional en Brasil con la canción "Impressionando os Anjos", la primera en alcanzar la primera posición de la lista Top 100 Brasil. Su canción “Com ou Sem Mim” fue la canción más reproducida en la radio brasileña en 2020. Otras canciones que alcanzaron el número uno en Brasil fueron "Relógio", "Fake News", "Despedida de Casal", "Não Parei de Sofrer" y "Sofrimento Antecipado".

## Biografía
Mioto nació y creció en Votuporanga en el interior del estado de São Paulo. Es hijo de Jussara Pieroni y Marcos Mioto, uno de los mayores contratistas de música sertaneja del país. Tiene una hermana menor llamada Leticia.
Durante su adolescencia, Mioto trabajó como empleado de una gasolinera. Después de terminar la escuela secundaria, comenzó a estudiar ingeniería informática en la universidad, pero abandonó el curso después de seis meses.

### Vida personal
En septiembre de 2018, Mioto asumió una relación con la influencer digital Thaynara OG. La relación llegó a su fin en agosto de 2019. En enero de 2020, la pareja retomó su relación tras cuatro meses separados. En agosto de 2020 se confirmó el fin de la relación.

## Carrera

### 2012–16:Fora de ModayCiclos

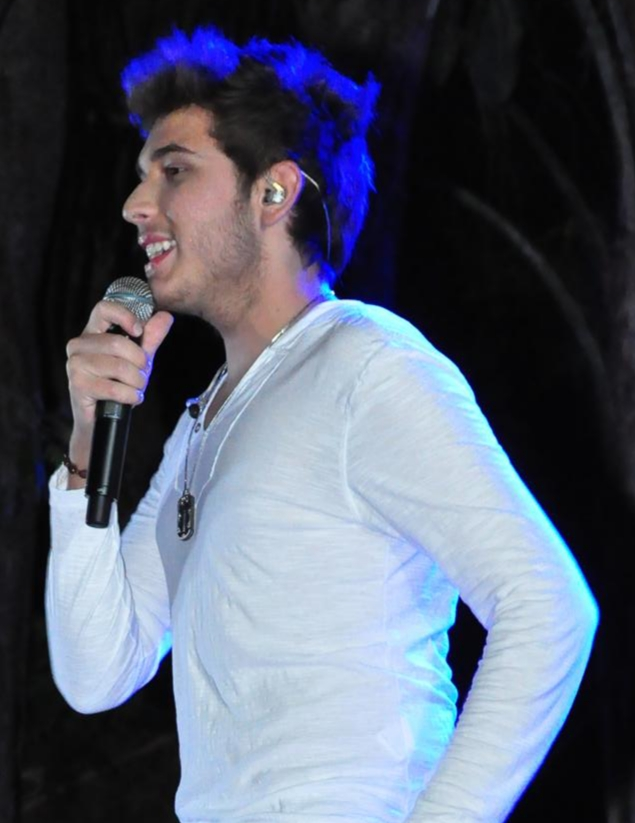
Mioto actuando en la fiesta de Año Nuevo de Votuporanga (2012)

Gustavo Mioto comenzó a tocar la guitarra a los 6 años y pronto se matriculó en un conservatorio de música de su ciudad natal, Votuporanga. A los 10 años compuso “É Você Quem Vai Chorar”, su primera canción. Aún a esa edad, comenzó a publicar videos de sus canciones en YouTube y a tocar en fiestas con amigos y conocidos en la ciudad. A los 13 años, se unió a la banda Oxigênio de São José do Rio Preto, con el objetivo de ganar experiencia, encontrándose con un público mucho más exigente. La banda realizó una gira por Brasil haciendo shows en proms, Hawaii, country y fiesta de debutantes.
En 2012, ingresó al estudio para grabar su primer álbum titulado Fora de Moda por el sello Play Mix, que tuvo como único sencillo su primera canción de trabajo "Ela Não Gosto de Mim". En enero de 2014, lanzó el sencillo "Eu Gosto de Você", con la cantante Claudia Leitte. La canción estuvo semanas entre las más escuchadas en las mejores estaciones de radio del país. En octubre de 2014, grabó su primer DVD titulado Ciclos en su ciudad natal Votuporanga, que contó con la participación de los cantantes Luan Santana, Cristiano Araújo y el dúo Bruninho & Davi. El DVD fue lanzado en junio de 2015 y tenía los sencillos "Lembra" y "Mãos Ao Alto Coração".
El 15 de marzo de 2016, lanzó el clip de "3 da Manhã", que contó con la actriz y bloguera Flavia Pavanelli.
En noviembre de 2016, lanzó la canción "Impressionando os Anjos" (es: Impresionando a los Ángeles). El video musical de la canción fue grabado en Maringá, Paraná. El video fue dirigido por Jacques Jr. y protagonizada por el actor Murilo Rosa. La canción estuvo entre las canciones más reproducidas en el país, ocupando el primer lugar en el Hot 100 de Billboard Brasil.

### 2017–2020:ReferênciasyAo Vivo em São Paulo / SP

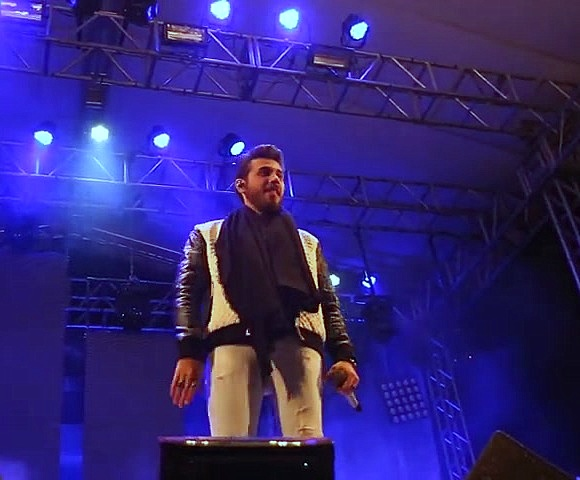
Gustavo Mioto actuando en la Festa do Capelinhense Ausente (2018)

El 19 de mayo de 2017 lanzó el proyecto Referências en honor a sus referentes musicales, con el tema "Querido, Eterno amor", que contó con la participación del dúo country Bruno & Marrone. El 10 de julio de 2017 lanzó su nueva canción de trabajo, "Relógio". La canción debutó en el número 1 en el Billboard Brasil Hot 100.
En octubre de 2017, grabó su segundo DVD, Ao Vivo em São Paulo / SP, que contó con la participación de los cantantes Jorge & Mateus, Anitta, Gusttavo Lima y Maiara & Maraisa. El DVD fue lanzado el 29 de marzo de 2018 con un concierto en Villa Country. El 17 de noviembre se lanzó "Anti-Amor", la primera canción del DVD, con la participación del dúo country Jorge & Mateus. En julio de 2018, lanzó el tema "Contramão" como sencillo en todas las estaciones de radio del país, que alcanzó el 3er lugar en el Hot 100 de Billboard Brasil y el primer lugar en las estaciones de radio de Brasil.
En mayo de 2018, recibió cuatro certificaciones de ONErpm Brasil por el éxito de las canciones "Impressionando os Anjos", que recibió un disco de doble platino, "Anti-Amor", que recibió un disco de platino por 67 millones de reproducciones, "Coladinha em Mim ", que recibió un disco de platino por 55 millones de reproducciones y un disco de oro por los 190 millones de reproducciones de su álbum Ao Vivo em São Paulo / SP.
El 7 de diciembre de 2018 lanzó el sencillo "Solteiro Não Trai". El 22 de marzo de 2019 lanzó su primer EP titulado Pé Na Areia, con siete nuevos temas. El 6 de junio de 2019, lanzó "Fake News" como único sencillo del EP, que alcanzó el primer lugar en el Top 100 Brasil.

### 2020–2021:Ao Vivo em Fortaleza,MisturayInconfundível
En febrero de 2020, lanzó su tercer DVD titulado Ao Vivo em Fortaleza, que contó con los cantantes Wesley Safadão y Xand Avião y tenía la canción "Com ou Sem Mim" como sencillo, lanzado en noviembre de 2019.
En abril de 2020, durante la pandemia de COVID-19, Mioto realizó un concierto solidario llamado “Pé em Casa” cuya recaudación en efectivo fue transferida a UNICEF para utilizarla en la lucha contra la pandemia. En junio del mismo año, promovió su segundo live benéfico, llamado “São João do Mioto”, que contó con los influencers Thaynara OG, Rafa Kalimann y Camila Loures como embajadores del proyecto, además de la participación del comediante Matheus Ceará.
En noviembre, el cantante anunció que, después de muchos años lanzando para ONErpm, había firmado un contrato con Universal Music Brasil, afirmando que era “uno de los pasos más importantes en su carrera”. En diciembre, Mioto lanzó el proyecto Mistura – Volumen 1, que mezcla sertanejo y forró, además de contar con artistas como Dorgival Dantas, Calcinha Preta y Raí Saia Rodada.
Mioto fue seleccionado en la categoría "Música" de la lista Forbes 30 Under 30 2020.
En marzo de 2021, su canción “Despedida de Casal” alcanzó el número uno en las listas de radio de Brasil. El 19 de agosto de 2021, Mioto lanzó el DVD Inconfundível con nueve canciones nuevas, incluida "Restrição Sentimental" con Marília Mendonça. El álbum debutó entre los 10 más escuchados en el ranking mundial de la plataforma de streaming Spotify.

### 2022–presente: celebraciones de 10 años de carrera

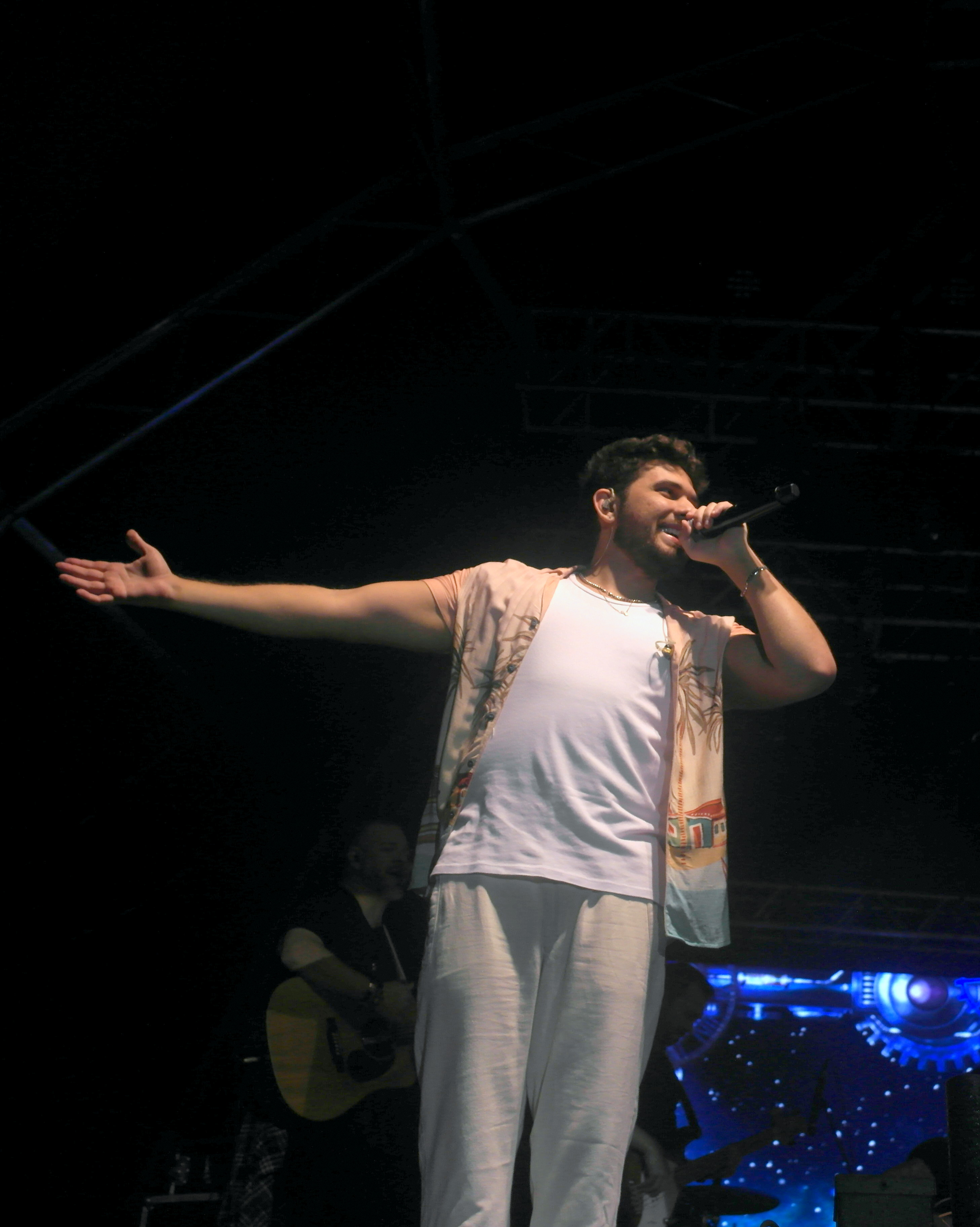
Mioto presentándose en Angra dos Reis (2023)

Mioto reservó el año 2022 para la celebración de sus diez años de carrera y lo denominó “Año X”. Com la intención de lanzar diez obras en un año, comenzando con un espectáculo en el Rodeo de Jaguariúna que se grabó a fines de 2021 y, a principios de 2022, se puso a disposición de forma gratuita en el canal de YouTube del cantante bajo el título Sem Cortes – Ao Vivo Em Jaguariúna. En abril de 2022 se estrenó el extended play Pé Na Areia - Rio De Janeiro, siendo la segunda obra de su especial en celebración de los 10 años de su carrera. De este EP, lanzó el sencillo “Afogado” en colaboración con Ludmilla. En mayo del mismo año, estrena otro extended play, esta vez titulado Pé na Areia – Santa Catarina, también como parte de las celebraciones de los diez años de su carrera. De ese EP, lanzó el sencillo “Envolvidão” en colaboración con Luan Santana. Las celebraciones de los diez años también incluyeron el lanzamiento del espectáculo Sem Cortes – Americana/SP, que fue grabado en junio de 2022 durante la Festa do Peão de Americana, São Paulo.
En septiembre de 2022, Mioto fue anunciado como el nuevo presentador del programa TVZ transmitido por Multishow.
El 16 de septiembre de 2022 se estrenaba otro trabajo de Ano X, el tema “Eu Gosto Assim” en colaboración con la cantante Mari Fernandez. La canción debutó en la posición 115 en el ranking de Spotify Brasil, pero el 11 de octubre, la canción había llegado a la cima del ranking con la marca de 10,9 millones de reproducciones de la pista. La canción también encabezó la lista Top 50 Streaming durante dos meses y encabezó la lista Brazil Songs durante seis semanas.
El 20 de noviembre de 2022, Mioto grabó el DVD conmemorativo de sus 10 años de carrera en el Parador de Recife. El espectáculo contó con la participación de Leo Santana y MC Don Juan. La estructura contó con un escenario 360°, paneles LED para darle más interactividad al DVD y un espectáculo de fuegos artificiales.

El 28 de diciembre de 2022, el cantante lanzó Sem Cortes - Barretos, otro trabajo en celebración de los 10 años de carrera.
El 19 de enero de 2023, Mioto lanzó la primera parte del DVD 10 Anos Ao Vivo em Recife titulado "EP parte 1". La cantante lanzó cuatro primeros temas, dos de los cuales son inéditos, entre ellos el sencillo “Quando Apaga a Luz”.

## Discografía

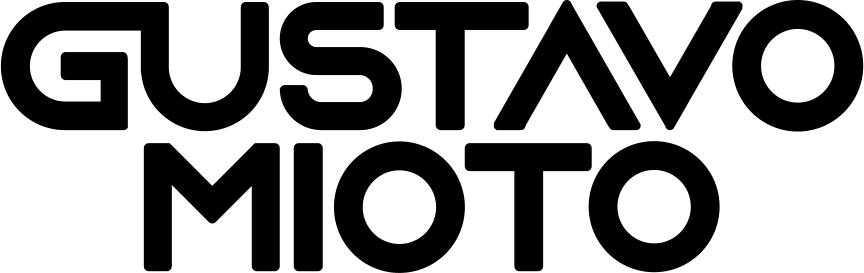
Logotipo de Gustavo Mioto

Álbumes
- Fora de Moda (2012)
- Ciclos (2015)
- Ao Vivo em São Paulo / SP (2017)
- Ao Vivo em Fortaleza (2019)
- Mistura (Vol. 1) (2020)
- Inconfundível (2021)
- 10 Anos Ao Vivo em Recife (2023)

## Premios y nominaciones
| Año  | Premio                                | Categoría                              | Obra indicada                        | Resultado | Ref.            |
| ---- | ------------------------------------- | -------------------------------------- | ------------------------------------ | --------- | --------------- |
| 2017 | Meus Prêmios Nick                     | Revelación Musical                     | Ele mesmo                            | Nominado  | [ 115 ]         |
| 2017 | Prêmio Multishow de Música Brasileira | Fiat Argo Experimente                  | Ele mesmo                            | Nominado  | [ 116 ]         |
| 2019 | Prêmio Jovem Brasileiro               | Apuesta PJB                            | Ele mesmo                            | Nominado  | [ 117 ]         |
| 2019 | Prêmio Jovem Brasileiro               | Mejor cantante                         | Ele mesmo                            | Nominado  | [ 117 ]         |
| 2019 | Prêmio Jovem Brasileiro               | Videoclip grandilocuente               | "Solteiro Não Trai"                  | Nominado  | [ 117 ]         |
| 2019 | Prêmio Jovem Brasileiro               | Hit do Ano                             | "Solteiro Não Trai"                  | Ganador   | [ 117 ]         |
| 2020 | Meus Prêmios Nick                     | Éxito nacional favorito                | "Com ou Sem Mim"                     | Nominado  | [ 118 ]         |
| 2022 | MTV Millennial Awards                 | Colaboración musical nacional favorita | "Afogado" (Gustavo Mioto e Ludmilla) | Nominado  | [ 119 ] [ 120 ] |